# Мередіт Майклс-Бербаум
Мередіт Майклс-Беербаум (нім. Meredith Michaels-Beerbaum, нар. 26 грудня 1969) — німецька вершниця, бронзова призерка Олімпійських ігор 2016 року.

## Виступи на Олімпіадах
| Олімпіада           | Дисципліна            | Місце   |
| ------------------- | --------------------- | ------- |
| Пекін 2008          | індивідуальний конкур | 4       |
| Пекін 2008          | командний конкур      | AC r3/3 |
| Лондон 2012         | індивідуальний конкур | 23      |
| Лондон 2012         | командний конкур      | 10      |
| Ріо-де-Жанейро 2016 | індивідуальний конкур | 35      |
| Ріо-де-Жанейро 2016 | командний конкур      | 3       |

## Зовнішні посилання
- Мередіт Майклс-Беербаум — олімпійська статистика на сайті Sports-Reference.com (англ.) (архівна версія)